# Mycosphaerella galii
Mycosphaerella galii är en svampart som tillhör divisionen sporsäcksvampar, och som först beskrevs av Pier Andrea Saccardo, och fick sitt nu gällande namn av B.A. Tomilin. Mycosphaerella galii ingår i släktet Mycosphaerella, och familjen Mycosphaerellaceae. Arten är reproducerande i Sverige.